# Esslingen am Neckar
Esslingen am Neckar is een stad ongeveer 14 km ten oosten van Stuttgart in de Duitse deelstaat Baden-Württemberg. De stad voert een adelaar in zijn wapen en de stadskleuren zijn groen en rood. Het autokenteken is ES. Het is de Kreisstadt van de Landkreis Esslingen.
De stad heeft een oppervlakte van 4643 ha. Daarvan is 1193 ha bos en 112 ha water. Op 93 ha vindt wijnbouw plaats. Esslingen telt 92.722 inwoners Van de inwoners is 21 % buitenlander. Esslingen is overwegend protestant (39 %); 27% van de bevolking is katholiek.

## Stadsindeling
De stad bestaat uit de volgende 24 stadsdelen: Berkheim, Brühl ,Hegensberg, Hohenkreuz, Innenstadt (centrum), Kennenburg, Kimmichsweiler/Oberhof, Krummenacker, Liebersbronn, Mettingen, Neckarhalde, Oberesslingen, Obertal, Pliensauvorstadt, Rüdern, Serach, Sankt Bernhardt, Sirnau, Sulzgries, Wäldenbronn, Weil, Wiflingshausen, Zell en Zollberg; alsmede de exclave Stadtwald Esslingen am Neckar Stiftswald in Stuttgart.

## Ligging

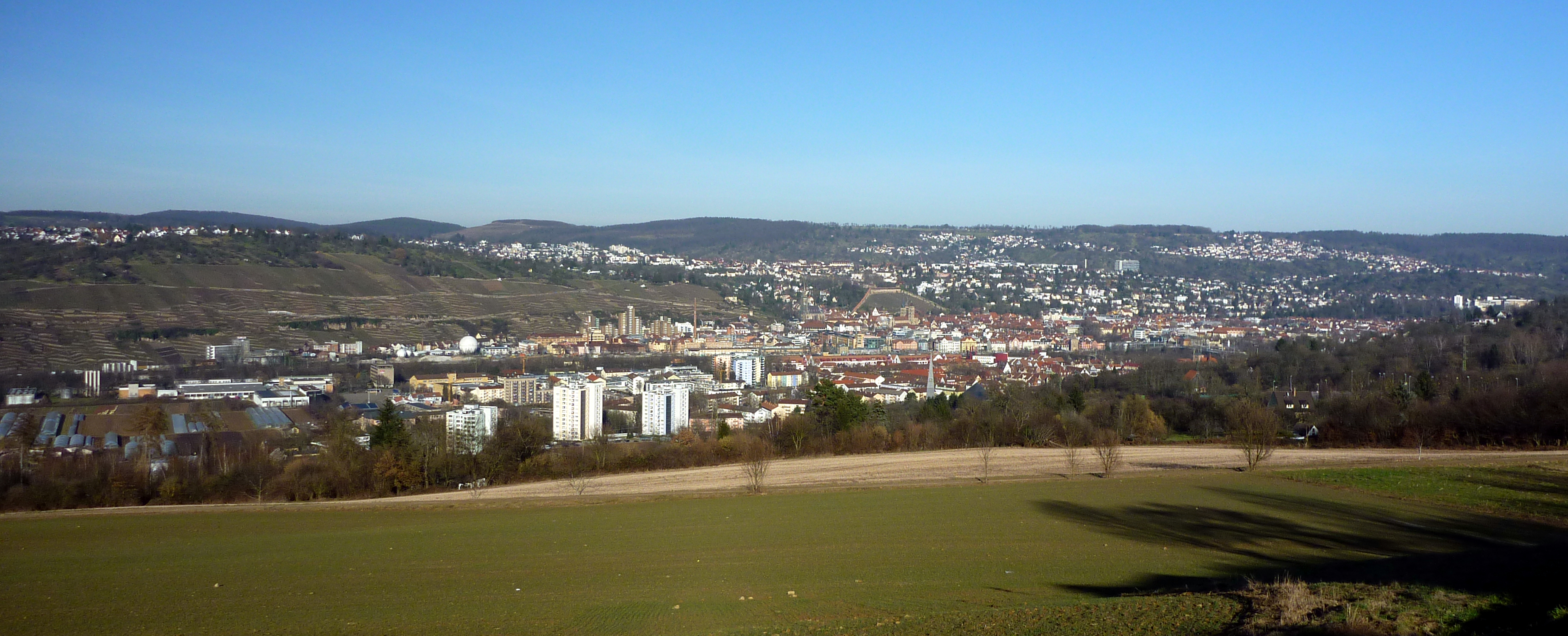
Esslingen am Neckar 2011
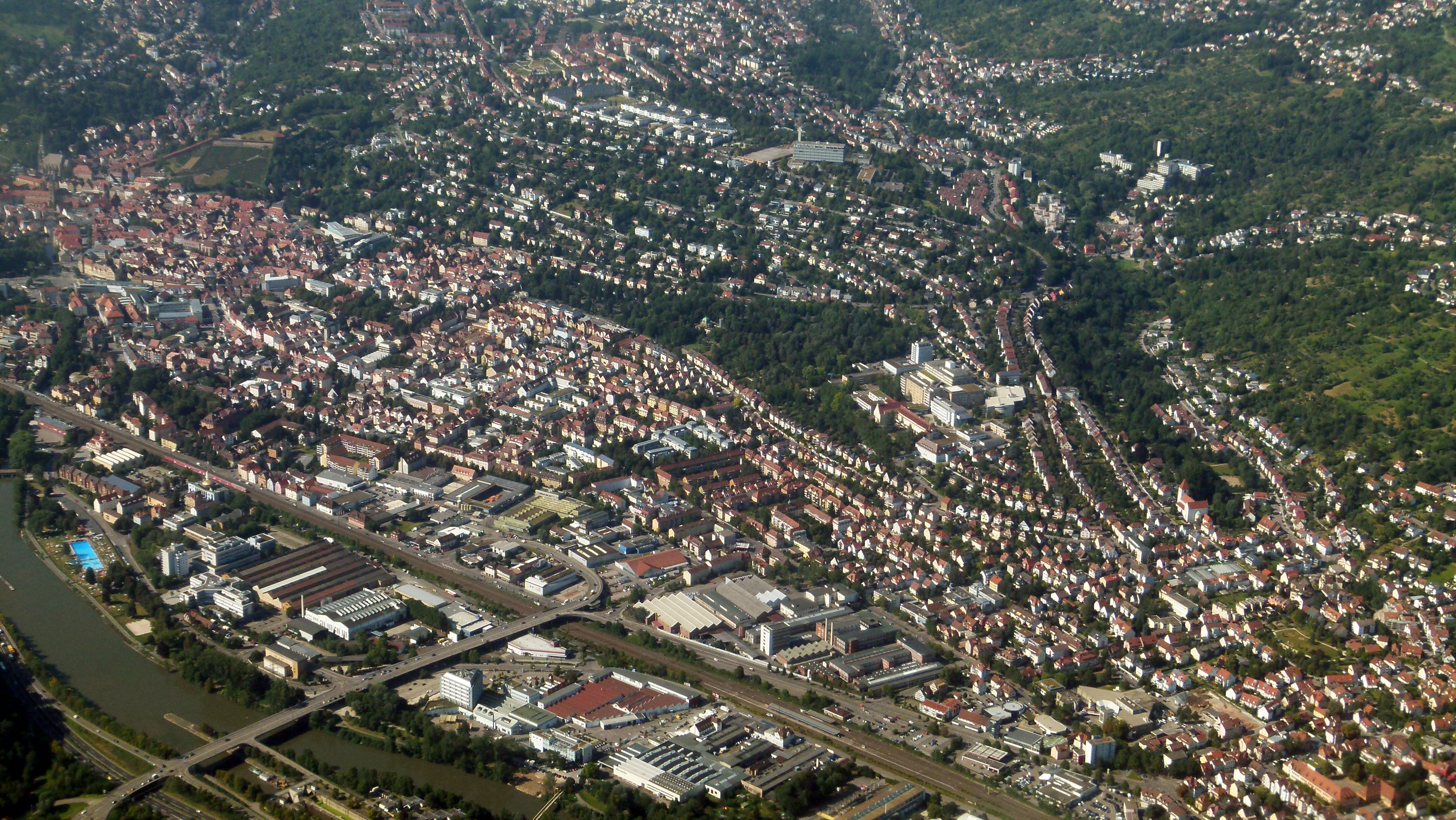
Esslingen vanuit de lucht

Esslingen am Neckar ligt in een engte van het Neckardal ten zuidoosten van Stuttgart. De rivier stroomt door het stadsgebied van het zuidoosten (Altbach) naar het noordwesten (Stuttgart); daar is het laagste punt in de gemeente (230 meter boven zeeniveau). Het oude centrum ligt ten noorden van de rivier. Hier bevindt zich in de Neckar ook een  Staustufe. De gemeente ligt in het oosten deels op de heuvelrug Schurwald (hoogste punt van de gemeente 498 meter boven zeeniveau) en in het zuiden aan de Fildervlakte.

### Buurgemeentes
Kloksgewijs, beginnend in het noorden:
- Kernen im Remstal
- Aichwald
- Baltmannsweiler
- Plochingen
- Altbach
- Deizisau
- Denkendorf
- Ostfildern
- Stuttgart

### Samenwerking met andere gemeentes op het gebied van ruimtelijke ordening
Esslingen is een zgn. Mittelzentrum binnen de Region Stuttgart, waarvan de hoofdstad, het Oberzentrum, de stad Stuttgart is. Tot het zgn. Mittelbereich Esslingen behoren steden en dorpen in het noorden van de Landkreis: Aichwald, Altbach, Baltmannsweiler, Deizisau, Denkendorf, Hochdorf bij Plochingen, Lichtenwald, Neuhausen auf den Fildern, Ostfildern, Plochingen, Reichenbach an der Fils en Wernau.

## Historie
In 866 verkreeg Esslingen marktrecht als tweede stad in Duitsland. In 1212 kreeg Esslingen stadsrechten en werd begonnen met de bouw van de binnenste stadsmuur. Hiervan is de in 1219 gebouwde Wolfstor een overblijfsel. Andere bewaarde onderdelen van de stadsmuur zijn de Schelztor en de Pliensauturm. De Burg (burcht) is door de muren met de stad verbonden en werd al vermeld in 1303. Deze burcht werd echter nooit gebruikt als woonplaats van de machthebbers. Het Altes Rathaus werd in 1430 gebouwd als handelshuis en belastingskantoor. Het gebouw in vakwerk kreeg in 1586-1589 een renaissancegevel ontworpen door Heinrich Schickhardt. De Bürgersaal in het raadhuis is versierd met houten beelden. In de binnenstad staan oude vakwerkhuizen. In 1701 woedde er een grote stadsbrand.
Op de linkeroever van de Neckar ontstond vanaf 1865 de voorstad Pliensau. Van 1864 tot 1866 verbleef de Zwitserse schijfster Louise Cornaz er in een internaat.

## Bezienswaardigheden

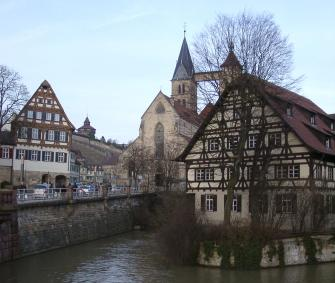
Esslingen, Stadtkirche en burcht

- Altes Rathaus
- Amtsgericht
- Des Sachsen Haus
- Gelbes Haus
- Hafenmarkt
- Haus zum Einhorn
- Lateinschule
- Neues Rathaus
- Palm'scher Bau
- Ratskeller
- Ritterbau
- Schwörhaus
- Spitalkeller (Kielmeyer Haus)
- Stadsarchief
- "Zum Roten Löwen"
- Esslinger Burg
- Pliensauturm
- Schelztor
- Wolfstor